# Jüdischer Friedhof (Borgentreich)

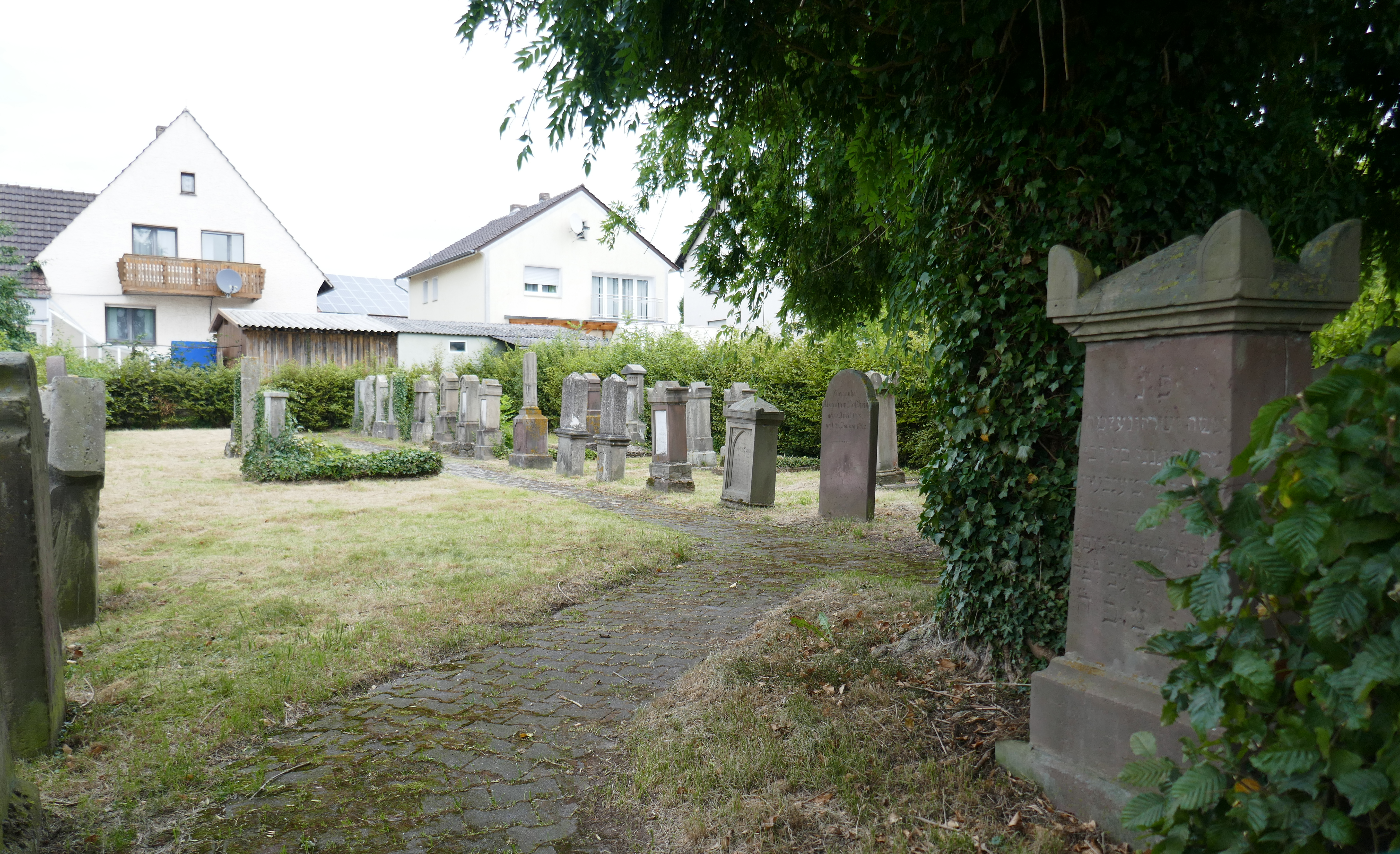
Jüdischer Friedhof in Borgentreich

Der Jüdische Friedhof Borgentreich befindet sich in der Stadt Borgentreich im Kreis Höxter in Nordrhein-Westfalen. Als jüdischer Friedhof ist er ein Baudenkmal, das unter Denkmalschutz steht.
Der Friedhof am rechten Ende der Straße Am Rathaus – Zugang über den Holtrupper Weg – wurde von 1882 bis 1939 belegt. Dort sind 43 Grabsteine erhalten. In der Gesamtzahl der Grabsteine sind 12 Steine vom alten Friedhof in Borgentreich enthalten.

## Alter jüdischer Friedhof
Der alte Friedhof, der vermutlich Anfang des 19. Jahrhunderts bis zum Jahr 1882 belegt wurde, befand sich ehemals im Judenhagen vor dem Lehmtor. Er war Teil der Wallanlage außerhalb der früheren Stadtmauer. Dort gibt es keine Grabsteine mehr. In den Jahren 1899 und 1901 wurde der alte Friedhof geschändet. Danach brachte man 12 Grabsteine auf den neuen Friedhof (siehe oben).